# Inman (Nebraska)
Inman – wieś w Stanach Zjednoczonych, w stanie Nebraska, w hrabstwie Holt.